# DTM AMG Mercedes C-Klasse
Der DTM AMG Mercedes C-Klasse war ein Tourenwagen und ab 2004 ein Prototyp-Rennwagen von Mercedes-Benz und dessen Tochterunternehmen AMG. Konstruiert wurde der Wagen zum ausschließlichen Einsatz in der Deutschen Tourenwagen-Meisterschaft, er wurde dort von 1994 bis 1996 und von 2004 bis 2011 im Deutsche Tourenwagen-Masters eingesetzt. Die C-Klasse ist der erfolgreichste Rennwagen der DTM-Geschichte mit 85 Siegen in 159 Rennen, 6 Fahrer-, 7 Team- und 4 Markentitel.

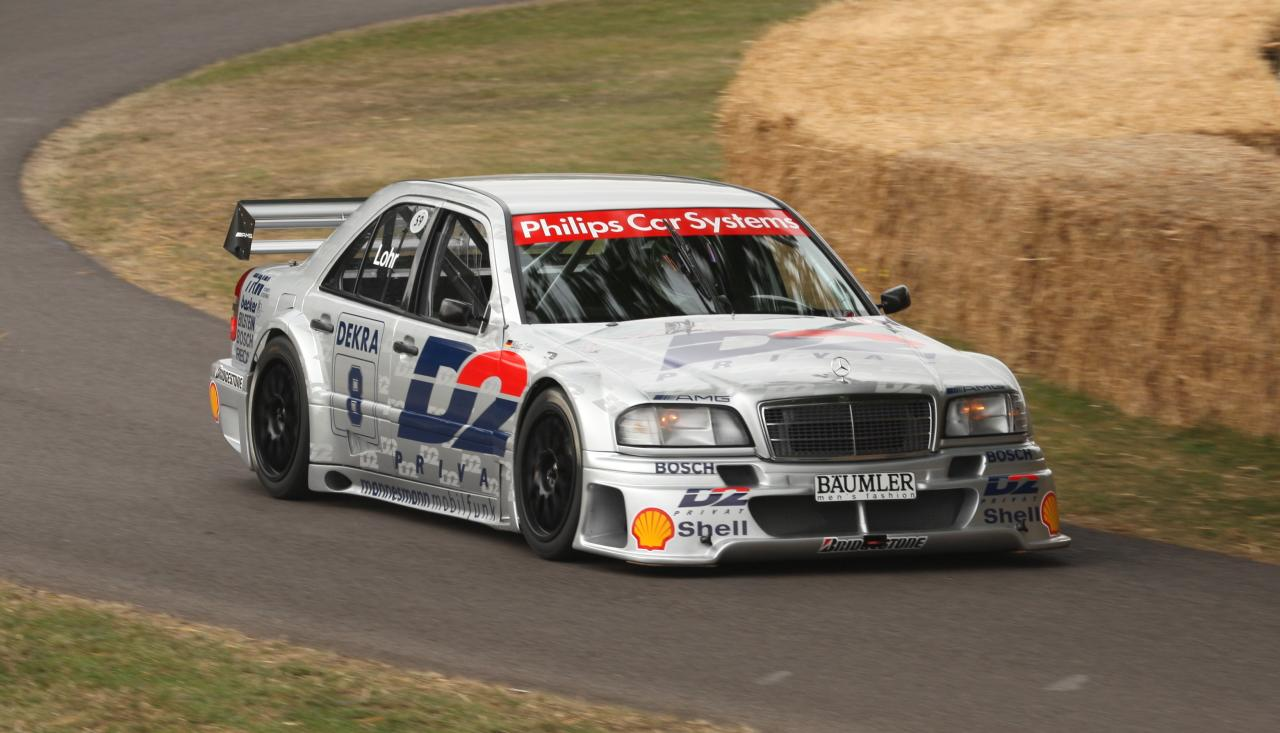
Die Mercedes-Benz Baureihe 202 wurde zwischen 1994 und 1996 in der DTM und ITC eingesetzt
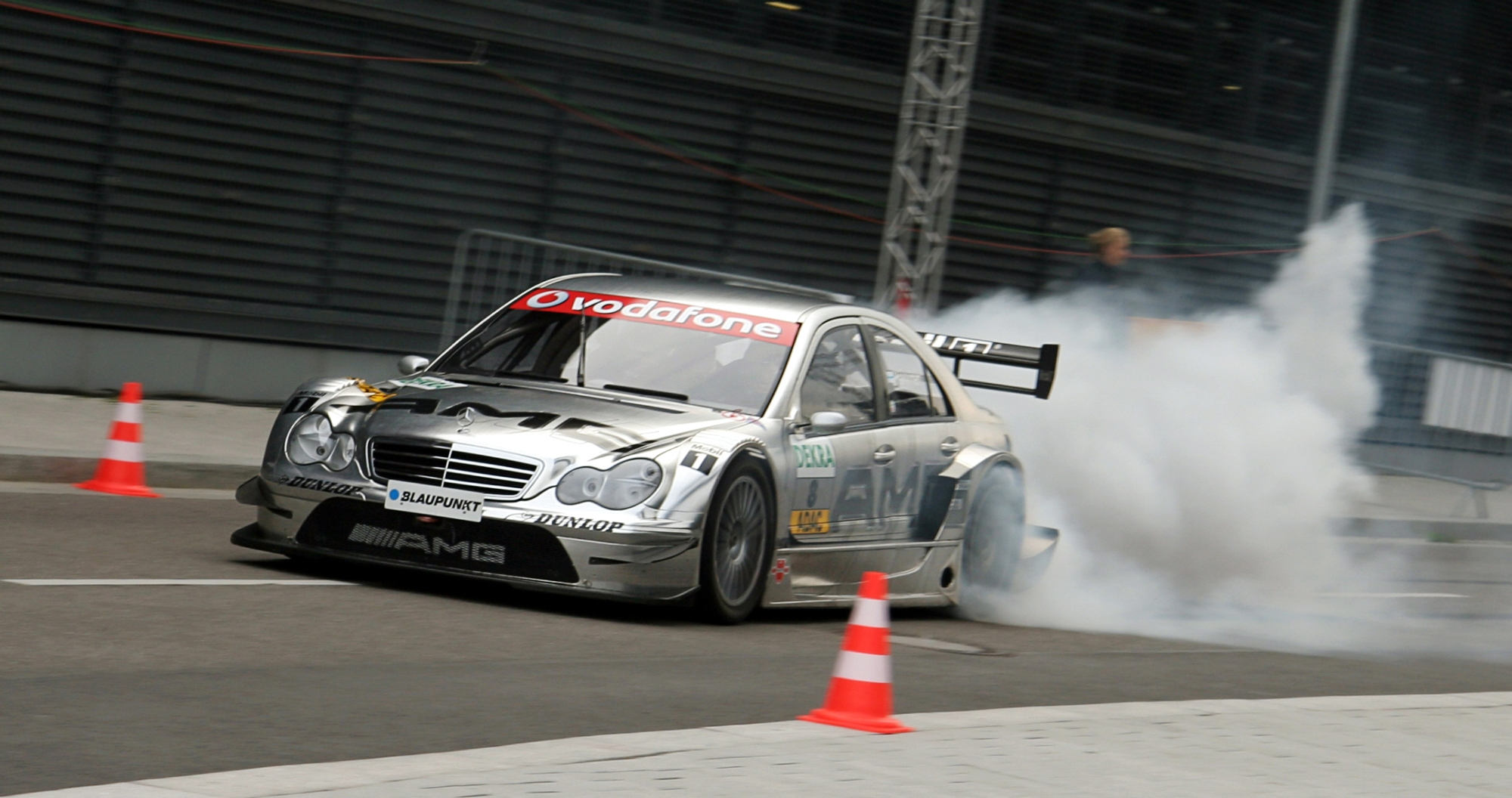
Die Mercedes-Benz Baureihe 203 wurde zwischen 2004 und 2007 in der DTM eingesetzt